# Angela Marzullo
Angela Marzullo, nota anche con lo pseudonimo di Makita (Rümlang, 8 novembre 1971), è una regista, performance artist e attivista svizzera con cittadinanza italiana. Utilizza i video delle sue azioni artistiche girati nel corso di manifestazioni di rivendicazione femminista.

## Formazione
Angela Marzullo ha studiato alla Haute école d'art et de design (HEAD) dal 1994 al 2004 a Ginevra, dove si è laureata nel 1999, e successivamente ha conseguito una laurea magistrale in "Nuovi media" nel 2004.

## La prospettiva femminista della sua opera

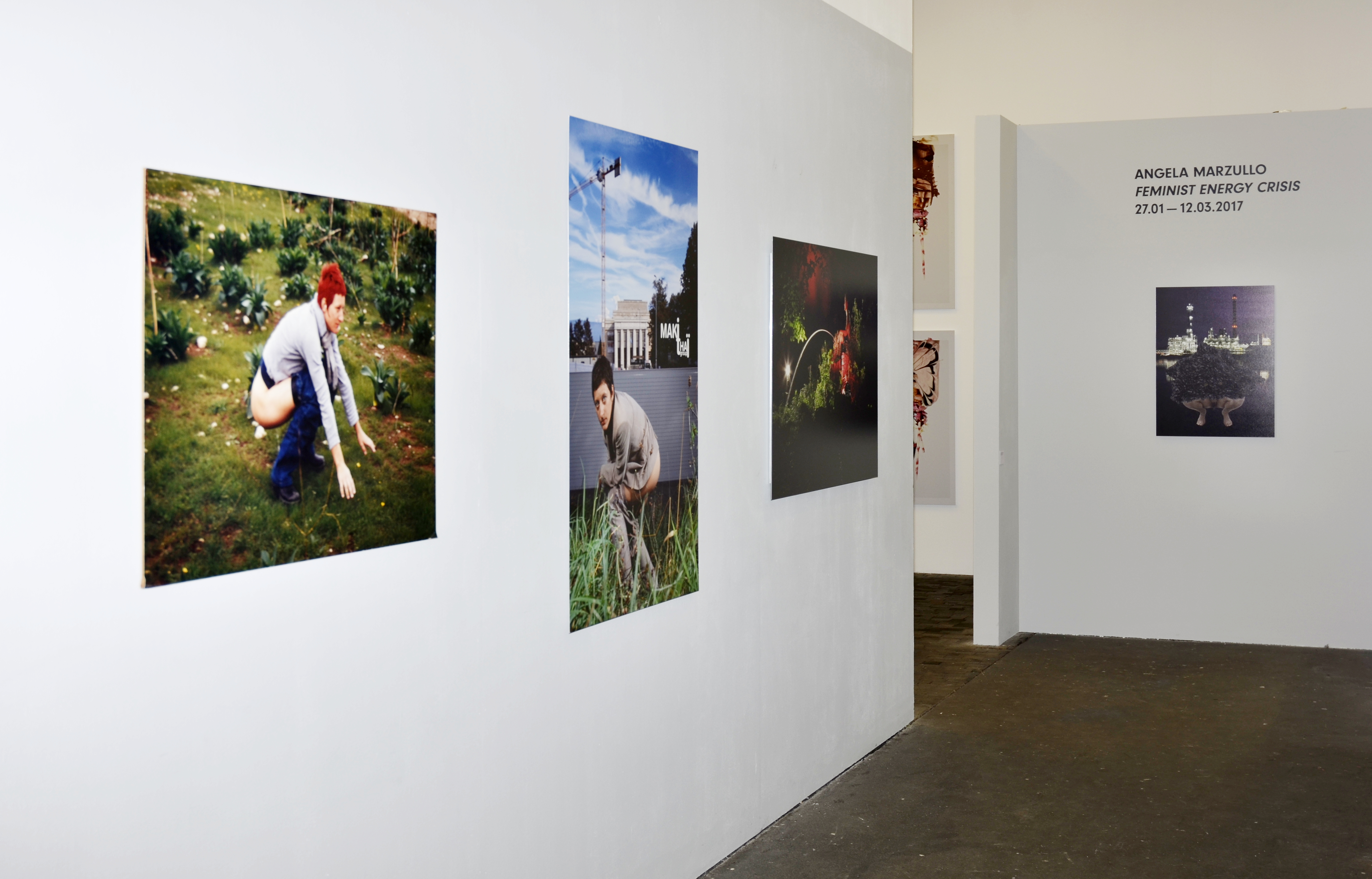
Mostra di Angela Marzullo Feminist Energy Crisis

Angela Marzullo si definisce un'artista femminista radicale. Critica i meccanismi sessisti che costruiscono l'identità di genere a partire dall'infanzia, e vede la cultura come una possibilità di trasmettere la lotta femminista. Nel 2005 esplora l'intersezione dei temi della maternità e del femminismo con  Performing SCUM. Questo lavoro esplora la questione della modalità di trasmissione dei temi femministi a volte violenti alla generazione più giovani in una forma filmata sperimentale, in cui le due figlie dell'artista, Stella e Lucie, reinterpretano con parole modificate le scene tra Carole Rossoupoulos e Delphine Seyrig impegnate nello SCUM Manifesto di Valerie Solanas. Questa esplorazione dei confini privato/pubblico, tradizionali temi femministi, diviene ricorrente nella sua opera.

### Lavoro sulla territorialità di genere

Mi scappa la pipi 2

Nel 2004, Marzullo realizza la performance video Mi scappa la pipi, in cui posa in procinto di urinare sulla piazza delle Nazioni Unite a Ginevra e nei viali circostanti. Questo lavoro esplora i limiti del politicamente corretto rispetto ai codici di genere.

### Problematicaqueer
Angela Marzullo lavora sugli stereotipi, più in particolare quelli legati alla costruzione sociale del genere.
Nel 2007 con il video  La tronçonneuse, compare con gli attributi virili e taglia una parete con la motosega.

#### Legittimazione
Nel 2012 Marzullo scrive Makita Manifesto, un manifesto femminista che invita a una pratica femminista d'artista rivoluzionaria, nell'ottica di promuovere l'emancipazione delle generazioni più giovani.
Questo manifesto consiste nella performance in cui l'artista appare in veste di pin-up con un costume realizzato con strofinacci da cucina.

#### Lavoro critico dell'estetica
Con Makita Gelato, nel 2015, Angela Marzullo cambia mezzo di comunicazione e s'interessa alla resa estetica del corpo femminile nella fotografia, introducendo un elemento fuorviante: il gelato, mangiato dall'artista ritratta, diventa in un secondo tempo "sovrapittura" applicata sul ritratto. Il gelato si trasforma in simbolo di una passività femminile di fronte alla consumazione maschile che distrugge il corpo della donna. Secondo Jean-Paul Savard Perret il gelato rappresenta qui
«una sorta di metafora e di trasfigurazione di questo massacro.»

## Lavoro sull'educazione
Angela Marzullo nel 2008 produce un video in cui le sue figlie leggono le Lettere luterane di Pier Paolo Pasolini nei luoghi d'infanzia dell'artista. Con questo filmato affronta la questione della trasmissione dell'educazione ai giovani, segnatamente dalla sua angolazione sovversiva più che il punto nodale è la lettura della visione utopica pasoliniana. Marzullo pone l'idea della lotta di classe e le teorie dell'educazione.
Ritorna sul tema dell'educazione con la pubblicazione di Homeschooling nel 2016, che fornisce una veduta retrospettiva dei suoi lavori in tema di educazione.
Nel 2014 espone nello Espace Noir  di Saint-Imier un'installazione sul tema della strega e delle pisseuses ("pisciose", statue di gesso ed urina). La sua opera intende essere una provocazione in una prospettiva post-punk.

## Opere

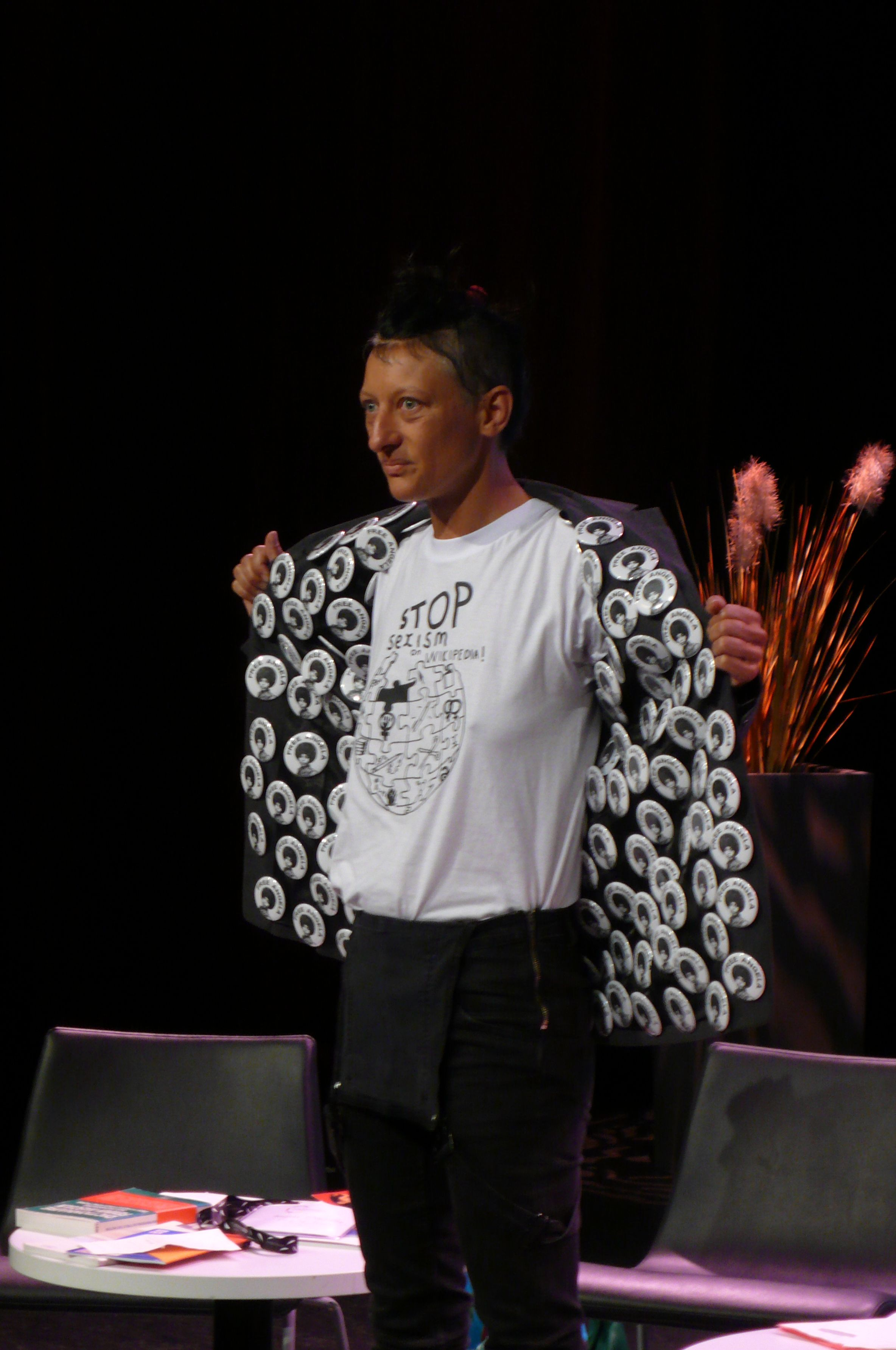
Riedizione della performance Makita free Angela con la t-shirt Stop Sexism on Wikipedia durante la Wikiconvention francofona del 2016, presso la Halle Pajol di Parigi.

Durante la prima  Wikiconvention francofona nel 2016, Angela Marzullo realizza una performance che unisce l'impegno militante femminista e quello in favore della libera diffusione al pubblico delle opere d'arte.
Nell'occasione, dona la foto di una sua performance in esclusiva mediante upload su Wikimedia Commons.